# Tanzi-Bäri-Polka
Tanzi-Bäri-Polka, op. 134, är en polka av Johann Strauss den yngre. Den framfördes första gången den 15 juli 1853 i Wien.

## Historik
Titeln på polkan syftar på de dansande björnar som förr var ett vanligt uppvisningsnummer på marknader, cirkusar och nöjesfält alltsedan medeltiden. I Wien var de kända och bekanta för praktiskt taget alla barn i mitten av 1800-talet. Den 15 juli 1853 underhöll Johann Strauss den yngre sin publik i Volksgarten med det första framförandet av sin nya polka Tanzi-Bäri-Polka. Musiken imiterar rörelserna hos de dansande björnarna och i triosektionen hörs till och med några björnvrål från trombonerna. 
Polkan var tillägnad grevinnan Juliana Batthyány, född grevinnan Apraxin, och en av de mer färgstarka personligheterna i kejsardömets Wien. Hennes många skandaler var mångomtalde och det är inte alltför långsökt att anta att Strauss såg grevinnan som björnledaren med sina många män som villiga och dansanta björnar.

## Om polkan
Speltiden är ca 3 minuter och 41 sekunder plus minus några sekunder beroende på dirigentens musikaliska tolkning.